# Dimensuratio provinciarum

La Dimensuratio provinciarum (Mesure des provinces) est un texte géographique anonyme de langue latine datant sans doute du Ve siècle. Il énumère les régions du monde connu (à l'intérieur ou à l'extérieur des frontières de l'Empire romain) en précisant des mesures (dimensiones) en longueur et en largeur, exprimées en milles romains.
Le texte présente des ressemblances frappantes avec ce qu'on peut restituer de l'œuvre géographique d'Agrippa (Commentarii), notamment à travers les livres III à VI de l’Histoire naturelle de Pline l'Ancien. La Dimensuratio commence la description du monde par l'est, à la différence d'un autre texte géographique anonyme qui s'inscrit dans la même tradition, la Divisio orbis terrarum, qui commence par l'ouest, à la manière de Pline.
La Dimensuratio a été utilisée par Alfred le Grand.

## Éditions
- E. Schweder, Beiträge zur Kritik der Chorographie des Augustus, t. I, Kiel, 1878, p. 15-25, à partir du manuscrit Vat. Pal. 1357 (en ligne).
- Alexander Riese (de), Geographici Latini minores, Heilbronn, 1878, p. 9-14 (en ligne).
- P. Schnabel, « Die Weltkarte des Agrippa als wissenschaftliches Mittelgleid zwischen Hipparch und Ptolemaeus », Philologus, 90, 1935, p. 405-440 (p. 425-431 pour la Dimensuratio) (en ligne payant).

## Études
- Alfred Klotz (de), « Die geographischen commentarii des Agrippa und ihre Überreste », Klio, 1931, p. 38-58, 386-466 (en ligne payant).